# Domprix
Domprix és un municipi francès situat al departament de Meurthe i Mosel·la i a la regió del Gran Est. L'any 2007 tenia 76 habitants.

## Demografia

### Població
El 2007 la població de fet de Domprix era de 76 persones. Hi havia 35 famílies, de les quals 13 eren unipersonals (13 dones vivint soles i 13 dones vivint soles), 4 parelles sense fills, 9 parelles amb fills i 9 famílies monoparentals amb fills.
La població ha evolucionat segons el següent gràfic:
Habitants censats

### Habitatges
El 2007 hi havia 40 habitatges, 34 eren l'habitatge principal de la família, 3 eren segones residències i 3 estaven desocupats. 33 eren cases i 7 eren apartaments. Dels 34 habitatges principals, 21 estaven ocupats pels seus propietaris i 13 estaven llogats i ocupats pels llogaters; 3 tenien dues cambres, 2 en tenien tres, 11 en tenien quatre i 18 en tenien cinc o més. 29 habitatges disposaven pel capbaix d'una plaça de pàrquing. A 13 habitatges hi havia un automòbil i a 17 n'hi havia dos o més.

### Piràmide de població
La piràmide de població per edats i sexe el 2009 era:
| Homes | Edats   | Dones |
| ----- | ------- | ----- |
| 0     | 95 o +  | 0     |
| 0     | 90 a 94 | 0     |
| 0     | 85 a 89 | 0     |
| 0     | 80 a 84 | 0     |
| 0     | 75 a 79 | 0     |
| 0     | 70 a 74 | 0     |
| 0     | 65 a 69 | 4     |
| 4     | 60 a 64 | 0     |
| 4     | 55 a 59 | 0     |
| 0     | 50 a 54 | 4     |
| 8     | 45 a 49 | 0     |
| 4     | 40 a 44 | 0     |
| 0     | 35 a 39 | 4     |
| 12    | 30 a 34 | 0     |
| 0     | 25 a 29 | 4     |
| 0     | 20 a 24 | 0     |
| 0     | 15 a 19 | 0     |
| 0     | 10 a 14 | 4     |
| 4     | 5 a 9   | 8     |
| 4     | 0 a 4   | 4     |

## Economia
El 2007 la població en edat de treballar era de 51 persones, 40 eren actives i 11 eren inactives. De les 40 persones actives 32 estaven ocupades (19 homes i 13 dones) i 8 estaven aturades (8 dones i 8 dones). De les 11 persones inactives 1 estava jubilada, 6 estaven estudiant i 4 estaven classificades com a «altres inactius».
Activitats econòmiques
L'únic establiment que hi havia el 2007 era d'una empresa classificada com a «altres activitats de serveis».
L'any 2000 a Domprix hi havia 5 explotacions agrícoles que ocupaven un total de 735 hectàrees.

## Poblacions més properes
El següent diagrama mostra les poblacions més properes.